# مسجد آل جميل
مسجد آل جميل من مساجد بغداد الأثرية القديمة بني من قبل وجهاء عائلة آل جميل التي نزحت من بلاد الشام وسكنت العراق، وجدد بناءه عيسى غياث الدين آل جميل عام 1319 هـ/1901م، ثم جدد البناء من قبل السيدة رفيقة بنت عيسى آل جميل عام 1392هـ/1972م، ومن مشاهير هذه الأسرة المفتي عبد الغني آل جميل، الذي قام بثورة عرفت باسمهِ في كتب التاريخ بحركة المفتي عبد الغني آل جميل عام 1248هـ/ 1832م، ويقع المسجد في محلة قنبر علي في بغداد، وكانت تقام فيه مجالس للوعظ والأرشاد أندرس أثرها وأقتصر حالياً على الصلوات الخمس فقط.
وللمسجد منارة مئذنة عالية وتعلو السطح قبة واحدة، ويحتوي المسجد على حجرة إلى يسار الداخل دفن فيها المفتي عبد الغني آل جميل وأولاده محمود ومصطفى وفي ومحمد، وأحفاده عيسى وعبد الوهاب، وعبد الرحمن مدفون في قبو (سرداب) مطمور تحت الأرض. وفي الحجرة نافذتان تطل على الطريق يجلس فيها قارئ القرآن.
ولقد وقفت السيدة صفية بنت محمد بن عبد الغني آل جميل على المسجد أوقافاً كثيرة منها دكاكين (محلات) في سوق الخياطين قرب خان الزرزور (عند خان مرجان).
وذكر صاحب كتاب العقد اللامع المؤرخ عبد الحميد عبادة إن الذي أسس الجامع وبناه هو محمد بن عبد الغني آل جميل من أعيان بغداد، ودفن في حجرة في الجامع سنة 1318هـ/1900م، وكان عالماً فاضلاً.
ولقد عمرتهُ وزارة الأوقاف والشؤون الدينية عدة مرات وكانت آخر أعمال لصيانة المسجد وترميمه في عام 2018م من قبل ديوان الوقف السني في العراق.